# Étienne Masson

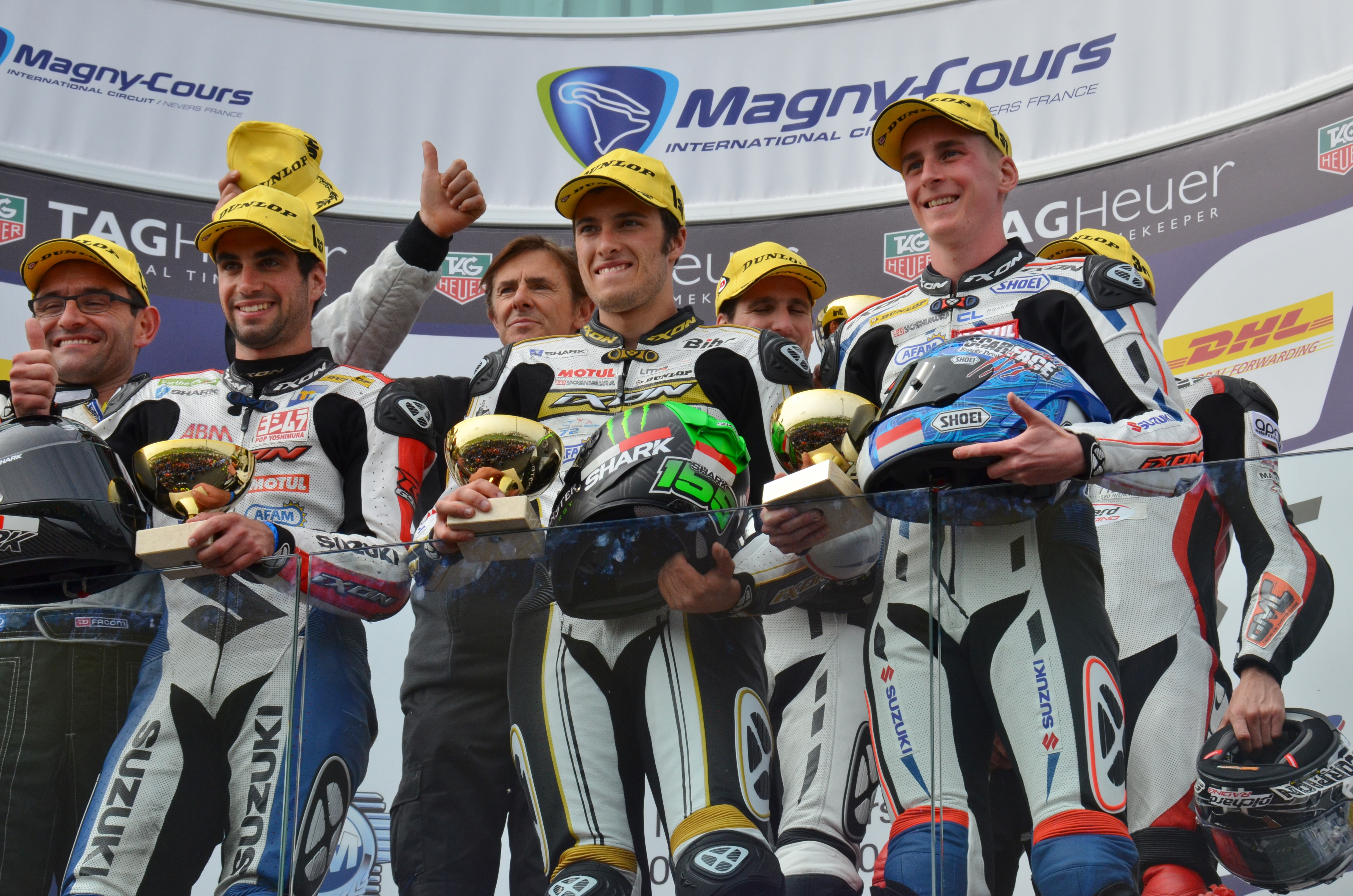
Baptiste Guittet, Étienne Masson et Nans Chevaux lors du Bol d'or 2013.

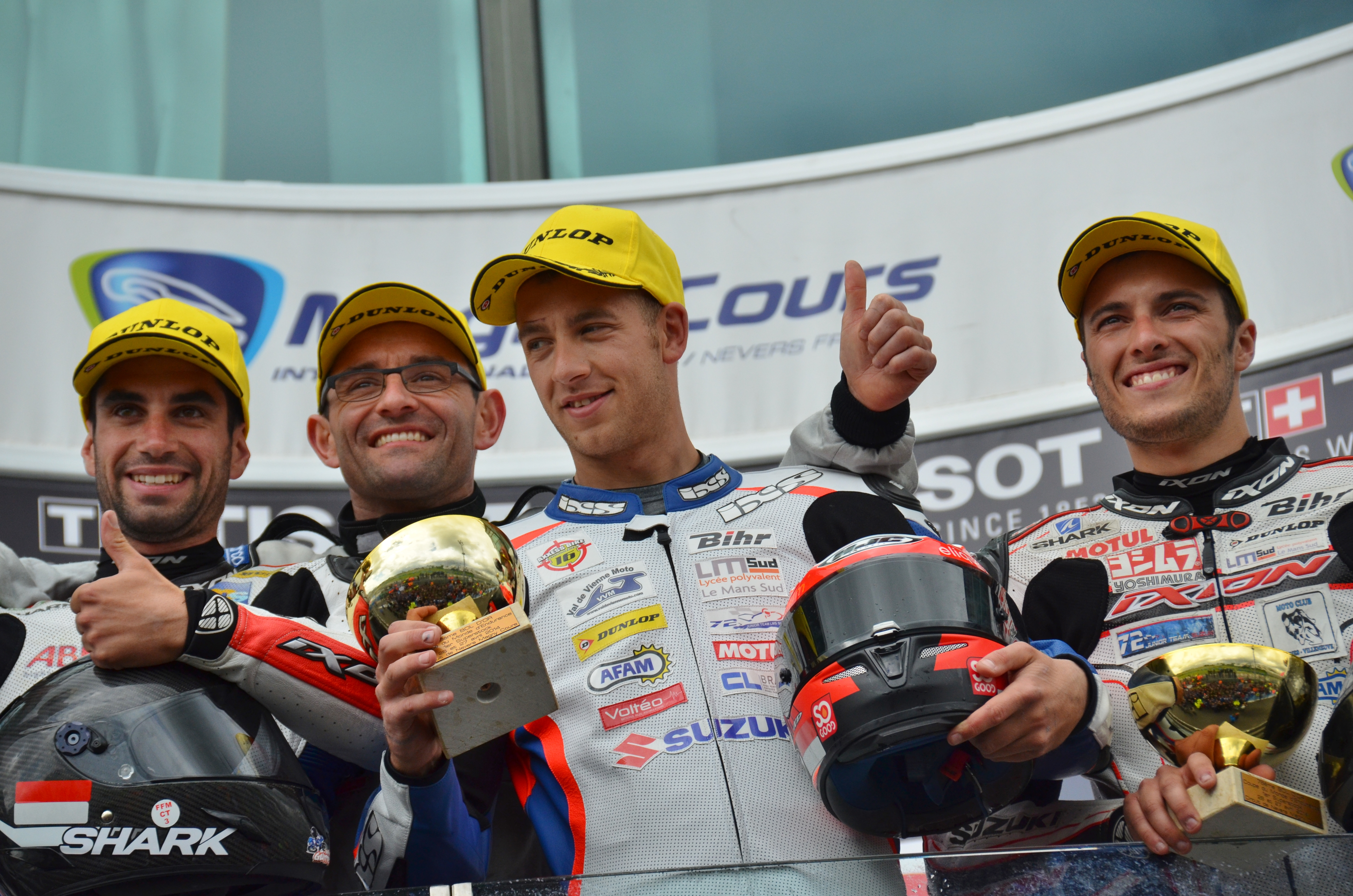
Baptiste Guittet, Gregg Black et Étienne Masson lors du Bol d'or 2014.

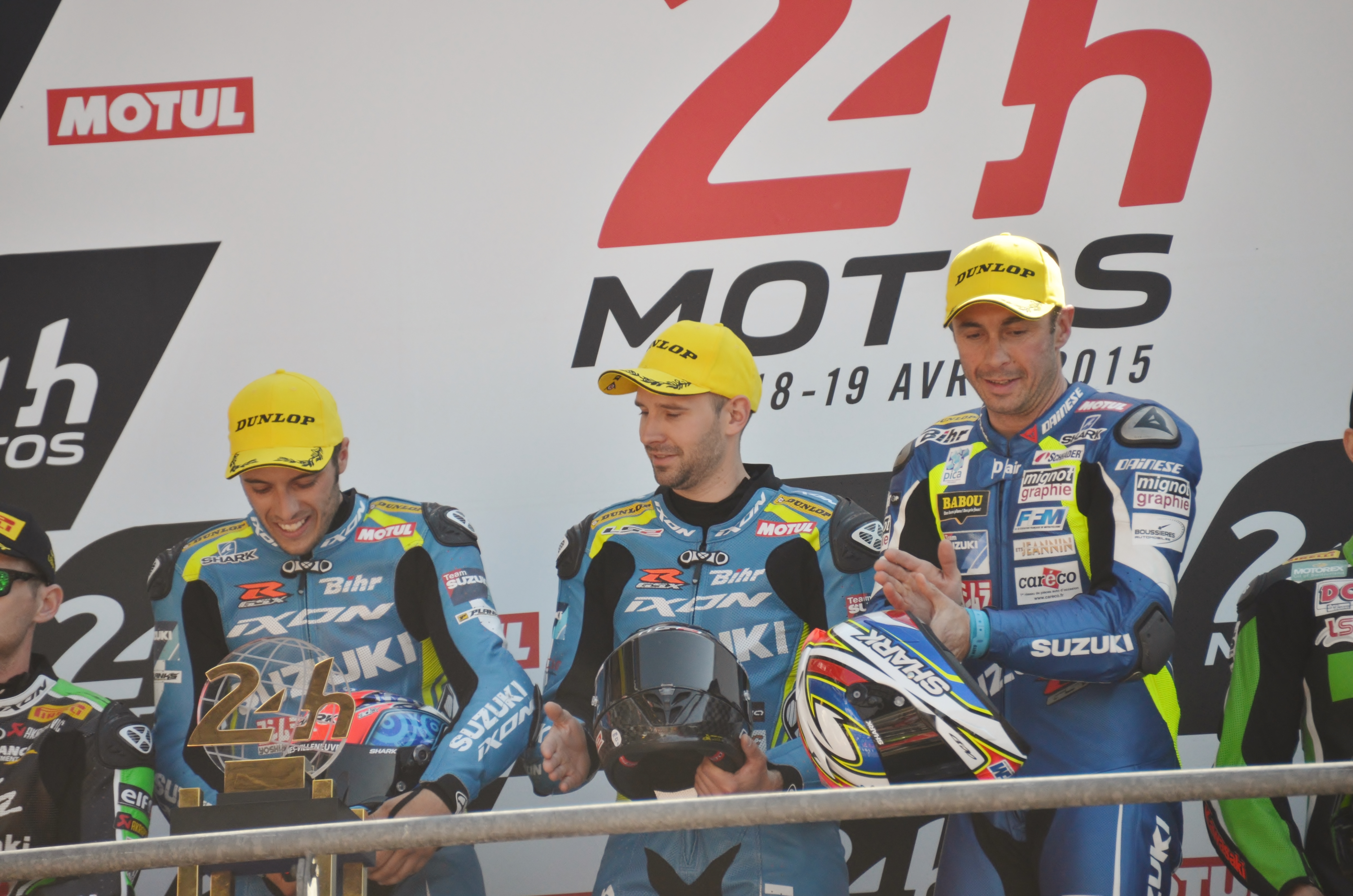
Étienne Masson, Anthony Delhalle et Vincent Philippe lors des 24 Heures Moto 2015.

Étienne Masson, né le 28 septembre 1988 à Bourg-en-Bresse, est un pilote de courses de moto.
Il est titré quatre fois champion du monde d'endurance en catégorie EWC (Endurance World Championship) en 2015, 2016, 2020 et 2024. Vainqueur des 24 Heures Moto 2015 et 2024 et du Bol d'or 2016, 2019, 2023 et 2024.

## Biographie
Étienne Masson débute la moto à l'âge de cinq ans au guidon d'un PW et poursuit cette activité jusqu'à ses douze ans en s'essayant au motocross aux côtés de son frère cadet. La pratique se fait plus sérieuse, la préparation physique et les entraînements s'intensifient. Un an plus tard, il commence la compétition.
Le motocross fut l'élément déclencheur mais c'est lorsqu'il accompagne son père sur un circuit pour une course de vitesse, que son destin va alors changer.
Il décide de s'exercer dans cette nouvelle discipline et s'engage en 2006 pour la saison complète de Junior Cup au guidon d'une Honda CBR125R.
De courses en championnats, le pilote bressan ne cesse d'améliorer ses performances.
Il participe au championnat du monde d'endurance en catégorie Superstock avec le Junior Team LMS Suzuki en 2013 et 2014. Il est champion du monde Superstock en 2014.
De 2015 à 2020, il est pilote officiel Suzuki au sein du Suzuki Endurance Racing Team (SERT), un team particulièrement titré en championnat d'endurance, catégorie EWC, et dirigé par Dominique Méliand (team manager depuis sa création),.
Il est élu « Bressan de l'année » en 2015.
En 2017, en plus du Championnat du monde d'endurance, il participe également au Championnat de France Superbike (FSBK) au sein du Junior Team LMS avec le soutien de Suzuki France.
Il rejoint l'équipe ERC Endurance-Ducati en 2021 puis l'équipe Webike SRC Kawasaki France Trickstar en 2022 avant de revenir au SERT en 2023.

## Palmarès
- 2024 : Champion du monde d'endurance - EWC / SERT-Suzuki
- 2024 : Vainqueur du Bol d'or / SERT- Suzuki
- 2024 : Vainqueur des 24 Heures du Mans / SERT-Suzuki
- 2023 : Vainqueur du Bol d'or / SERT-Suzuki
- 2020 : Champion du monde d'endurance / EWC / SERT-Suzuki
- 2019 : Vainqueur du Bol d'Or / SERT-Suzuki
- 2016 : Champion du monde d'endurance - EWC / SERT-Suzuki
- 2016 : Vainqueur du Bol d'or / SERT-Suzuki
- 2015 : Champion du monde d'endurance - EWC / SERT-Suzuki
- 2015 : Vainqueur des 24 Heures du Mans / SERT-Suzuki
- 2014 : Champion du monde d'endurance - Superstock / Junior Team LMS-Suzuki
- 2014 : Vainqueur du Bol d'Or / Superstock / Junior Team LMS-Suzuki
- 2013 : Vainqueur du Bol d'Or / Superstock / Junior Team LMS-Suzuki
- 2013 : 4e du Championnat Superbike (1 000 cm3) / Junior Team-Suzuki
- 2012 : 3e du Championnat Supersport (600 cm3) / Up Racing-Kawasaki
- 2011 : 6e du Championnat Supersport (600 cm3) / Moto Ain-Yamaha
- 2010 : 4e du Championnat Supersport (600 cm3) / Moto Ain-Yamaha
- 2009 : Coupe 1000 Promosport et vainqueur du Championnat de France d'endurance
- 2008 : 2e du Trophée Pirelli
- 2007 : 6e du Trophée Pirelli et 4e de la French Cup
- 2006 : Première année de Junior Cup (Honda) et 2e de la Coupe